# 新河站
新河站是一个符夹线上的铁路车站，位于江苏省徐州市铜山区新河，建于1966年，目前为三等站，邮政编码为221148。目前客运：办理旅客乘降；行李、包裹托运；货运：仅办理专用线、专用铁道整车货物发到。